# 乌特勒蓬
乌特勒蓬（法語：Outrepont，法語發音：[utʁəpɔ̃]）是法国马恩省的一个市镇，属于维特里勒弗朗索瓦区。

## 地理
乌特勒蓬（48°46'2"N, 4°40'55"E）面积3.72 平方千米，位于法国大東部大區马恩省，该省份为法国东北部内陆省份，北起阿登省，西北接埃纳省，西南接塞纳-马恩省，南至奥布省，东南接上马恩省，东临默兹省。
与乌特勒蓬接壤的市镇（或旧市镇、城区）包括：尚日、埃尔斯莱韦克、梅尔洛、普利尚库尔、蓬蒂永。

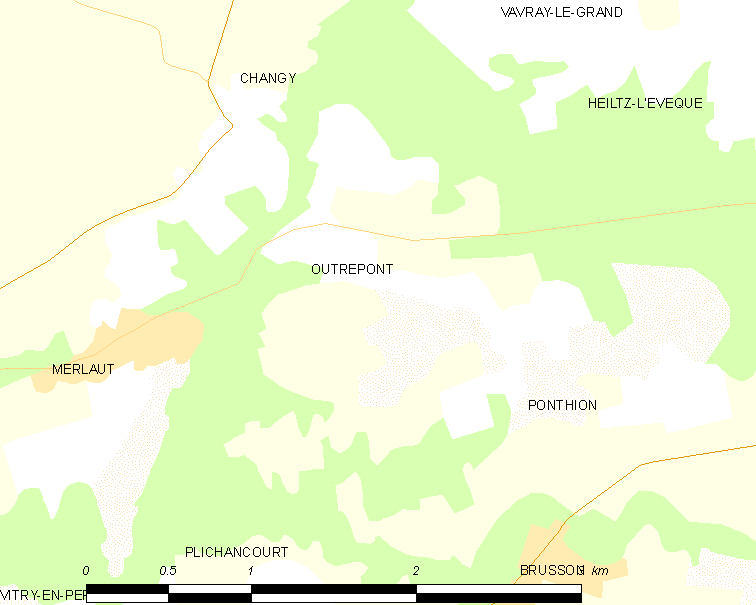
乌特勒蓬的OSM定位图

乌特勒蓬的时区为UTC+01:00、UTC+02:00（夏令时）。

## 行政
乌特勒蓬的邮政编码为51300，INSEE市镇编码为51420。

## 政治
乌特勒蓬所属的省级选区为塞迈兹莱班县。

## 人口

1962-2008年间乌特勒蓬人口变化图示

乌特勒蓬于2022年1月1日时的人口数量为76人。